# 1961 a jogalkotásban
1961-ben az alábbi jogszabályokat alkották meg:

## Magyarország

### Törvények (7)
- 1961. évi I. törvény 	 a Magyar Népköztársaság 1961. évi költségvetéséről
- 1961. évi II. törvény 	 a Magyar Népköztársaság második ötéves népgazdaság-fejlesztési tervéről az 1961. január 1-jétől 1965. december 31-ig terjedő időszakra
- 1961. évi III. törvény 	 a Magyar Népköztársaság oktatási rendszeréről
- 1961. évi IV. törvény 	 a Magyar Népköztársaság 1960. évi költségvetésének végrehajtásáról
- 1961. évi V. törvény 	 a Magyar Népköztársaság Büntető Törvénykönyvéről[1]
- 1961. évi VI. törvény 	 a mezőgazdasági rendeltetésű földek védelméről
- 1961. évi VII. törvény 	 az erdőkről és a vadgazdálkodásról

### Törvényerejű rendeletek (20)
- Forrás: Törvényerejű rendeletek teljes listája (1949 - 1989)
- 1961. évi 1. törvényerejű rendelet a Magyar Népköztársaság és a Német Demokratikus Köztársaság között a találmányi szabadalmak és a gyári vagy kereskedelmi védjegyek elsőbbségi határidejének meghosszabbítása és az ipari tulajdonjogot érintő egyéb kérdések tárgyában Berlinben 1960. évi január hó 12. napján aláírt egyezmény kihirdetéséről[2]
- 1961. évi 2. törvényerejű rendelet 	 az Európai és Földközi-tenger melléki Növényvédelmi Szervezet létesítéséről Párizsban, 1951. évi április hó 18. napján kötött és 1955. évi április hó 27. napján módosított egyezmény kihirdetéséről[3]
- 1961. évi 3. törvényerejű rendelet 	 az Egyesült Nemzetek Élelmezési és Mezőgazdasági Szervezete keretében 1951. évi december hó 6. napján kötött Nemzetközi Növényvédelmi Egyezmény kihirdetéséről[3]
- 1961. évi 4. törvényerejű rendelet 	 a Magyar Népköztársaság és a Jugoszláv Szövetségi Népköztársaság között a kölcsönös jogsegély tárgyában Belgrádban, 1960. évi május hó 7. napján aláírt szerződés kihirdetéséről[4]
- 1961. évi 5. törvényerejű rendelet 	 a Magyar Népköztársaság Kormánya és a Guineai Köztársaság Kormánya között Conakryban az 1960. évi január hó 12. napján kötött kulturális egyezmény kihirdetéséről
- 1961. évi 6. törvényerejű rendelet 	 a Magyar Népköztársaság és a Csehszlovák Szocialista Köztársaság között a kettős állampolgárságú személyek állampolgárságának rendezéséről Prágában 1960. november 4-én aláírt Egyezmény kihirdetéséről
- 1961. évi 7. törvényerejű rendelet 	 az 1957. évi 34. törvényerejű rendelet egyes rendelkezéseinek hatályon kívül helyezéséről
- 1961. évi 8. törvényerejű rendelet 	 a Kölcsönös Gazdasági Segítség Tanácsának XII. ülésszakán Szófiában 1959. évi december hó 14. napján az állategészségügy terén történő együttműködésről aláírt egyezmény kihirdetéséről
- 1961. évi 9. törvényerejű rendelet 	 a bírósági végrehajtás szabályainak módosításáról
- 1961. évi 10. törvényerejű rendelet 	 a fontos és bizalmas munkakörök betöltéséről szóló 1957. évi 66. törvényerejű rendelet módosításáról
- 1961. évi 11. törvényerejű rendelet 	 a nemzetközi kiállításokról 1928. november 22-én kelt nemzetközi Egyezmény és módosítására 1948. május 10-én kelt jegyzőkönyv kihirdetéséről
- 1961. évi 12. törvényerejű rendelet a tanácsok községfejlesztési munkájára vonatkozó egyes rendelkezések módosításáról és kiegészítéséről (szept. 24.)
- 1961. évi 13. törvényerejű rendelet 	 a tanácsok községfejlesztési munkájára vonatkozó egyes rendelkezések módosításáról és kiegészítéséről
- 1961. évi 14. törvényerejű rendelet 	 a polgári perrendtartás egyes hatásköri szabályainak módosításáról
- 1961. évi 15. törvényerejű rendelet 	 a halászatról (nov. 3.)
- 1961. évi 16. törvényerejű rendelet 	 a Magyar Népköztársaság Kormánya és a Csehszlovák Szocialista Köztársaság Kormánya között Budapesten az 1961. évi február hó 24. napján aláírt, a kulturális együttműködésről szóló egyezmény kihirdetéséről (nov. 4.)
- 1961. évi 17. törvényerejű rendelet 	 a mezőgazdasági termelőszövetkezetek tagjainak kötelező kölcsönös nyugdíjbiztosításáról szóló 1957. évi 65. törvényerejű rendelet módosításáról és kiegészítéséről (nov. 12.)
- 1961. évi 18. törvényerejű rendelet 	 a természetvédelemről (dec. 24.)
- 1961. évi 19. törvényerejű rendelet 	 a mezőgazdasági lakosság általános jövedelemadójáról szóló törvényerejű rendeletek módosításáról és kiegészítéséről (dec. 28.)
- 1961. évi 20. törvényerejű rendelet 	 a kisiparosok kötelező kölcsönös nyugdíjbiztosításáról (dec. 30.)

### Kormányrendeletek
- 1/1961. (I. 22.) Korm. rendelet a vizek tisztaságának biztosításáról[4]
- 2/1961. (I. 22.) Korm. rendelet  A Tudományos és Felsőoktatási Tanács szervezéséről szóló 32/1957. (VI. 5.) Korm. számú rendelet kiegészítéséről
- 3/1961. (X. 22.) Korm. rendelet A döntőbizottságokról és a döntőbizottsági eljárásról szóló 51/1955. (VIII. 19.) M. T. számú rendeletben meghatározott egyes értékhatárok módosításáról
- 4/1961. (I. 22.) Korm. rendelet Egyes pénzügyi viták elintézésének rendjéről
- 9/1961. (III. 30.) Korm. rendelet a bányászatról szóló 1960. évi III. törvény végrehajtása tárgyában
- 41/1961. (XI. 18.) Korm. rendelet a nemesített növény- és állatfajták, valamint a korszerű nagyüzemi termelés- és tenyésztéstechnikai eljárások minősítéséről

### Egyéb fontosabb jogszabályok

#### Miniszteri rendeletek
- 1/1961. (I. 10.) KkM  rendelet a vámjog szabályozásáról szóló 1954. évi 16. számú törvényerejű rendelet valamint az azt módosító 1955. évi 7. számú törvényerejű rendelet végrehajtásáról rendelkező 1/1956. (III. 17.) Kk. M. számú rendelet egyes rendelkezéseinek módosításáról[5]
- 1/1961. (I. 10.) NIM — AH rendelet a gázmérő készülék használati (készenléti) díjának megállapításáról[2]
- 1/1981. (I. 13.) FM rendelet A termelőszövetkezeti csoport gazdálkodásáról és szervezetéről[6]
- 2/1961. (I. 20.) NIM rendelet  A kazánvizsgáló biztos által elrendelt anyagvizsgálatok elvégzéséről[7]
- 2/1961. (I. 20.) FM rendelet  A mezőgazdasági termelőszövetkezetek szőlőgazdálkodásával kapcsolatos egyes kérdések szabályozásáról szóló 20/1959. (VII. 12.) F. M. számú rendelet kiegészítéséről
- 3/1961. (I. 20. ) FM rendelet  Egyes vadászterületeken a nyúl és fácánkakas vadászati idejének meghosszabbításáról
- 5/1961. (III. 10.) PM rendelet a nyeremény takarékbetét nyereményeinek újabb megállapításáról, valamint a gépkocsi nyeremény-takarékbetétekről
- 4/1961. (X. 14.) EÜM rendelet az élelmiszerforgalom közegészségügyi szabályainak megállapításáról
- 5/1961. (XII. 16.) IM rendelet a putnoki járásbíróság megszüntetéséről
- 8/1961. (XII. 31.) IM rendelet a gyönki járásbíróság megszüntetéséről

### NET határozatok
- 1/1961. NET határozat Nepál Királysággal a diplomáciai kapcsolatok felvételéről[3]

#### Kormányhatározatok
- 1001/1961. (I. 10.) Korm. határozat A Termelőszövetkezeti Elnökképző Tanfolyam létesítéséről szóló 1.059 1953. (IX. 30.) számú minisztertanácsi határozat módosításáról, illetőleg kiegészítéséről.[2]
- 1002/1961. (I. 20.) Korm. határozat A vízügyi feladatok pénzügyi fedezetének biztosításáról szóló 1.075,1957. (IX. 1.) Korm. számú határozat módosításáról [7]
- 1017/1961. (IX. 14.) Korm. határozat az  Országos Műszaki Fejlesztési Bizottság felállításáról